# Velen
Velen là một đô thị ở huyện Borken, Nordrhein-Westfalen, Đức. Đô thị này gồm hai khu định cư Velen và Ramsdorf và 4 khu vực nông thôn Ostendorf-Krueckling, Holthausen-Barnsfeld, Nordvelen và Waldvelen.